# Skyler Martin
Skyler Martin (Kentucky, 1992) is een Amerikaanse danser die van augustus 2012 tot en met 2017 danste als eerstejaars aspirant bij het Het Nationale Ballet. Sinds 2017 is hij solist bij het English National Ballet.

## Opleiding
Martin heeft de volgende opleidingen gevolgd:
- Orlando Ballet School (Orlando, Verenigde Staten) van 2006 - 2008
- Rock School of Dance Education, (Philadelphia, Verenigde Staten) 2008 - 2009
- Royal Ballet School (Londen, Verenigd Koninkrijk) 2009 -2013

## Prijzen
Martin heeft de volgende prijzen gewonnen:
- Cyril Beaumont Award
- Beurs voor de Royal Ballet School for Dance (2010)
- Youth America Grand Prix, New York (2009), studiebeurs
- Youth American Grand Prix, Orlando (2009), 2e plaats 'classical'; 3e plaats 'pas de deux', 1e plaats 'ensemble'